# Антал Надь (футболіст, 1944)
Антал Надь (угор. Nagy Antal, нар. 16 травня 1944, Будапешт) — угорський футболіст, що грав на позиції нападника. Чемпіон Бельгії. 

## Клубна кар'єра
У дорослому футболі дебютував 1963 року виступами за команду клубу «Гонвед», в якій провів чотири сезони, взявши участь у 70 матчах чемпіонату.  У складі «Гонведа» був одним з головних бомбардирів команди, маючи середню результативність на рівні 0,36 голу за гру першості.
Протягом 1968—1969 років захищав кольори команди клубу «Стандард» (Льєж). За цей час виборов титул чемпіона Бельгії.
Своєю грою за останню команду привернув увагу представників тренерського штабу клубу «Твенте», до складу якого приєднався 1969 року. Відіграв за команду з Енсхеде наступні три сезони своєї ігрової кар'єри. В новому клубі був серед найкращих голеодорів, відзначаючись забитим голом в середньому щонайменше у кожній третій грі чемпіонату.
Згодом з 1972 по 1977 рік грав у складі команд клубів «Марсель», «Еркулес», «Вупперталер», «Сант-Андреу», «Кан» та «Антверпен».
Завершив професійну ігрову кар'єру у клубі «Лейшойш», за команду якого виступав протягом 1977—1978 років.

## Виступи за збірну
1966 року дебютував в офіційних матчах у складі національної збірної Угорщини. Протягом кар'єри у національній команді, яка тривала усього 2 роки, провів у формі головної команди країни 3 матчі.
У складі збірної був учасником чемпіонату світу 1966 року в Англії.

## Досягнення
- Володар Кубка Угорщини (1):

«Будапешт Гонвед»:  1964
- Чемпіон Бельгії (1):

«Стандард» (Льєж): 1968–69
- Найкращий бомбардир Чемпіонату Бельгії (1):

«Стандард» (Льєж): 1968–69